# Dermot Boyle

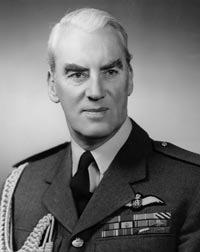
Dermot Boyle (1956)

Sir Dermot Alexander Boyle, GCB, KCVO, KBE, AFC (* 2. Oktober 1904 in Rathdowney, County Laois, Irland; † 5. Mai 1993 in Sway, Hampshire) war ein britischer Marshal of the Royal Air Force, der unter anderem zwischen 1953 und 1956 Oberkommandierender des Luftjagdkommandos (RAF Fighter Command) sowie zuletzt von 1956 bis 1960 Chef des Luftwaffenstabes (Chief of the Air Staff) war.

## Leben

### Militärische Ausbildung und Zeit vor dem Zweiten Weltkrieg
Boyle begann nach dem Besuch des 1843 gegründeten St Columba’s College in Dublin am 14. September 1922 als Offiziersanwärter (Flight Cadet) seine Offiziersausbildung am RAF College Cranwell. Nach Abschluss der Ausbildung wurde er am 31. Juli 1924 als Berufssoldat (Permanent Commission) mit dem Dienstgrad Leutnant (Pilot Officer) in die RAF übernommen und fand anfangs Verwendung als Pilot in der No. 17 Squadron RAF. Am 15. Dezember 1925 wechselte er als Pilot zur No. 1 Squadron RAF, in der er am 31. Januar 1926 zum Oberleutnant (Flying Officer) befördert wurde.

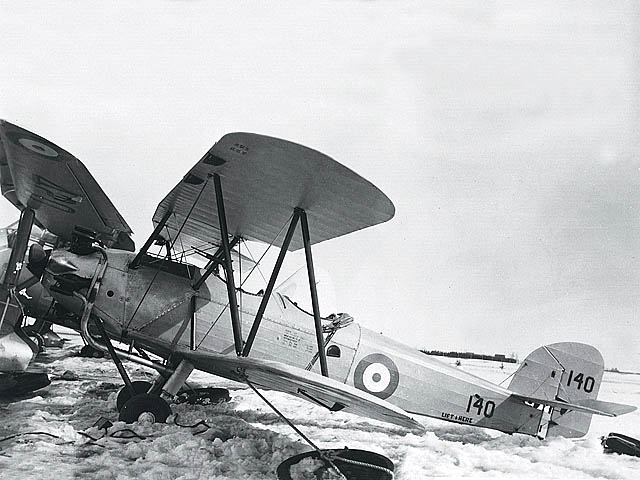
Mit einem Schulflugzeug vom Typ Hawker Tomtit erlitt Boyle 1929 einen Flugzeugabsturz, den er aufgrund der stoffbespannten Metallkonstruktion des Flugzeugs ohne größere Verletzungen überlebte

Nach einer darauf folgenden Verwendung vom 1. November 1926 bis zum 12. März 1927 als Pilot in der No. 6 Squadron RAF absolvierte Boyle einen Fluglehrerlehrgang an der Zentralen Flugschule (Central Flying School), an der er anschließend selbst zwischen dem 26. April 1927 und dem 5. Oktober 1929 selbst als Flugausbilder (Qualified Flight Instructor) tätig war. Während dieser Zeit gehörte er neben dem späteren Air Marshal Richard Atcherley zu der Flugschautruppe der Schule, den Genet Moths. Dabei erlitt er einen Absturz mit seinem Schulflugzeug vom Typ Hawker Tomtit, den er aufgrund der stoffbespannten Metallkonstruktion des Flugzeugs ohne größere Verletzungen allerdings überlebte. Im Anschluss war vom 5. Oktober 1929 bis zum 16. Januar 1930 stellvertretender Adjutant und Flugausbilder in der zur Royal Auxiliary Air Force gehörenden No. 601 (County of London) und erhielt dort am 13. November 1929 seine Beförderung zum Hauptmann (Flight Lieutenant).
Nachdem Boyle anschließend Flugausbilder am RAF College Cranwell war, kehrte er am 5. Januar 1931 zur No. 601 (County of London) AuxAF zurück und war dort bis zum 7. April 1933 Adjutant und Flugausbilder. Im Anschluss war er zwischen dem 7. April 1933 und dem 21. Januar 1936 Stabsoffizier für Personal im Hauptquartier der Luftstreitkräfte in Britisch-Indien (RAF India) und flog 1935 in einem De Havilland DH.80 Puss Moth-Reiseflugzeug Elizabeth, Duchess of York, auf deren ersten Flug über dem Besitz von Philip Sassoon. Daraufhin war er vom 21. Januar 1936 bis zum 2. Januar 1937 Absolvent des RAF Staff College, Andover und wurde dort am 1. Oktober 1936 zum Major (Squadron Leader) befördert. Im Anschluss übernahm er zwischen dem 2. Januar und dem 19. Juli 1937 sein erstes eigenes Kommando, und zwar als Kommandeur (Commanding Officer) der No. 83 Squadron RAF, und war danach vom 19. Juli 1937 bis zum 21. November 1939 Leitender Flugausbilder am RAF College Cranwell. Während seiner dortigen Verwendung wurde ihm am 8. Juni 1939 das Air Force Cross (AFC) verliehen.

### Zweiter Weltkrieg
Nach Beginn des Zweiten Weltkrieges wurde Boyle am 21. November 1939 Stabsoffizier in der aus der No. 1 Group RAF entstandenen RAF Advanced Air Striking Force, die von Frankreich aus Lufteinsätze gegen das Deutsche Reich flog. Kurz nach Beginn der Luftschlacht um England wurde er am 28. Juni 1940 Stabsoffizier für Operationen im Hauptquartier des Bomberkommandos (RAF Bomber Command), ehe er im weiteren Verlauf vom 21. November 1940 bis zum 17. Februar 1941 Kommandeur der No. 83 Squadron RAF war. In dieser Zeit wurde er am 1. Januar 1941 erstmals im Kriegsbericht erwähnt (Mentioned in dispatches). Er bekleidete vom 17. Februar 1941 bis zum 17. Januar 1942 den Posten als Assistierender Sekretär des Verteidigungsausschusses und fand am 24. September 1941 abermals Erwähnung im Kriegsbericht.
Danach fungierte Boyle zwischen dem 17. Januar 1942 und dem 17. Mai 1943 als Kommandant des Luftwaffenstützpunktes RAF Stradishall und erhielt dort am 14. April 1942 seine Beförderung zum Oberstleutnant (Wing Commander), die auf den 1. Januar 1940 zurückdatiert wurde. Daraufhin war er vom 17. Mai bis zum 26. August 1943 Stabschef SASO (Senior Air Staff Officer) der No. 83 Group RAF und wurde in dieser Verwendung am 2. Juni 1943 zum dritten Mal im Kriegsbericht erwähnt. Zuletzt war er vom 26. August 1943 bis kurz vor Kriegsende am 26. April 1945 Aide-de-camp von König George VI. für die Luftwaffe. Als solcher wurde er am 1. Dezember 1944 zum Oberst (Group Captain) befördert und am 1. Januar 1945 auch Commander des Order of the British Empire (CBE). Zuletzt fungierte er während des Weltkrieges vom 26. April bis zum 20. Juli 1945 den Posten als Kommandeur AOC (Air Officer Commanding) der No. 85 (Base) Group.

### Verwendungen im Luftfahrtministerium und RAF Fighter Command
Nach Kriegsende war Doyle zwischen dem 20. Juli 1945 und dem 2. April 1946 Kommandeur der No. 11 Group RAF und wurde in dieser Zeit auch Companion des Order of the Bath (CB). Anschließend absolvierte er vom 2. April 1946 bis zum 2. Januar 1947 das Imperial Defence College und übernahm danach den Posten als Kommandant des RAF Staff College, Bulstrode Park, den er bis zum 26. Juli 1948 innehatte. In dieser Zeit wurde er am 1. Juli 1947 zum Brigadegeneral (Air Commodore) befördert und am 11. Juli 1947 als Kommandeur des Kronenordens von Belgien sowie mit dem belgischen Kriegskreuz mit Palmen ausgezeichnet.
Doyle fungierte zwischen dem 26. Juli 1948 und dem 2. August 1949 als Generaldirektor der Personalabteilung im Luftfahrtministerium (Air Ministry) und wurde in dieser Funktion am 1. Juli 1949 auch zum Generalmajor (Air Vice Marshal) befördert. Im Anschluss war er vom 2. August 1949 bis zum 5. April 1951 Generaldirektor der Abteilung für personelle Ressourcen im Luftfahrtministerium sowie danach bis zum 7. April 1953 Kommandeur der No. 1 (Bomber) Group RAF. Als solcher stellte er bei einem Flug zwischen London und Valletta mit einem Kampfflugzeug vom Typ English Electric Canberra einen neuen Geschwindigkeitsrekord auf dieser Strecke auf. Des Weiteren flog er 1952 eine von vier English Electric Canberra bei einem siebenwöchigen Rundflug, der 24.000 Meilen und 14 Länder Südamerikas umfasste.
Boyle, der am 1. Januar 1953 zum Knight Commander des Order of the British Empire (KBE) geschlagen wurde und somit den Namenszusatz „Sir“ führte, übernahm am 7. April 1953 als Nachfolger von Air Marshal Basil Embry den Posten als Oberkommandierender des Luftjagdkommandos (RAF Fighter Command). Als solcher wurde er am 16. Juli 1953 auch zum Knight Commander des Royal Victorian Order (KCVO) geschlagen und am 1. Januar 1954 auch zum Generalleutnant (Air Marshal) befördert. Er verblieb in der Verwendung als Oberkommandierender des Fighter Command bis zum 1. Januar 1956, woraufhin Air Vice Marshal Hubert Patch seine Nachfolge antrat.

### Chief of the Air Staff und Marshal of the Royal Air Force
Nach seiner Beförderung zum General (Air Chief Marshal) wurde Boyle am 1. Januar 1956 Nachfolger von Marshal of the Royal Air Force William Dickson als Chef des Luftwaffenstabes (Chief of the Air Staff). In dieser Verwendung wurde er am 1. Januar 1957 zum Knight Grand Cross des Order of the Bath (KCB) erhoben und am 1. Januar 1958 auch zum Marshal of the Royal Air Force befördert, den höchsten Dienstgrad der Royal Air Force. Als Chef des Luftwaffenstabes unternahm er eine Inspektionsreise zu Luftwaffenstützpunkten der RAF im Mittleren und Fernen Osten, bei der er als Pilot einer English Electric Canberras weitere 20.000 Meilen zurücklegte. Den Posten als Chief of the Air Staff bekleidete er bis zu seinem Rücktritt am 1. Januar 1960, woraufhin er durch Air Chief Marshal Thomas Pike abgelöst wurde. Einen Monat später trat er schließlich am 1. Februar 1960 in den Ruhestand.
Nach seinem Ausscheiden aus dem Militärdienst war Boyle in der Wirtschaft tätig und unter anderem zwischen 1962 und 1971 Vize-Vorstandsvorsitzender der British Aircraft Corporation (BAC).  Er fungierte ferner von 1965 bis 1966 als Meister (Master) der Gilde der Piloten und Navigatoren (Guild of Air Pilots and Navigators) sowie zwischen 1965 und 1974 als Vorsitzender des Kuratoriums des Royal Air Force Museum. Des Weiteren engagierte er sich von 1971 bis 1980 als stellvertretender Vorsitzender des Wohltätigkeitsfonds der Luftstreitkräfte (RAF Benevolent Fund).